# Santo Antônio do Pinhal
Santo Antônio do Pinhal è un comune del Brasile nello Stato di San Paolo, parte della mesoregione della Vale do Paraíba Paulista e della microregione di Campos do Jordão.